# Aellopos
Aellopos ist eine Gattung der Schmetterlinge aus der Familie der Schwärmer (Sphingidae).

## Merkmale
Die kleinen Falter haben eine braune Grundfarbe mit einer weißen Musterung unterschiedlicher Intensität auf den Flügeln. Frisch geschlüpfte Imagines haben eine fast schwarze Grundfarbe, mit einer leicht irisierenden grünen und rosafarbenen Schattierung. Ihr Körper ist gedrungen, bei den meisten Arten befindet sich ein auffälliges silbrig-weißes Band auf dem Rücken des vierten Hinterleibssegmentes. Die Fühler sind kurz und an ihrer Spitze hakenförmig gekrümmt. Die Arten der Gattung sind einander sehr ähnlich und können leicht verwechselt werden.

## Vorkommen und Lebensweise
Die Gattung ist vor allem im tropischen Amerika verbreitet. Drei Arten, Aellopos titan, Aellopos clavipes und Aellopos tantalus treten auch in den südlichsten Gebieten der Vereinigten Staaten auf, eine vierte Art, Aellopos fadus ist dort als regelmäßiger Irrgast bekannt.

## Systematik
Weltweit sind sechs Arten der Gattung bekannt:
- Aellopos blaini Herrich-Schäffer, [1869]
- Aellopos ceculus (Cramer, 1777)
- Aellopos clavipes (Rothschild & Jordan, 1903)
- Aellopos fadus (Cramer, 1775)
- Aellopos tantalus (Linnaeus, 1758)
- Aellopos titan (Cramer, 1777)

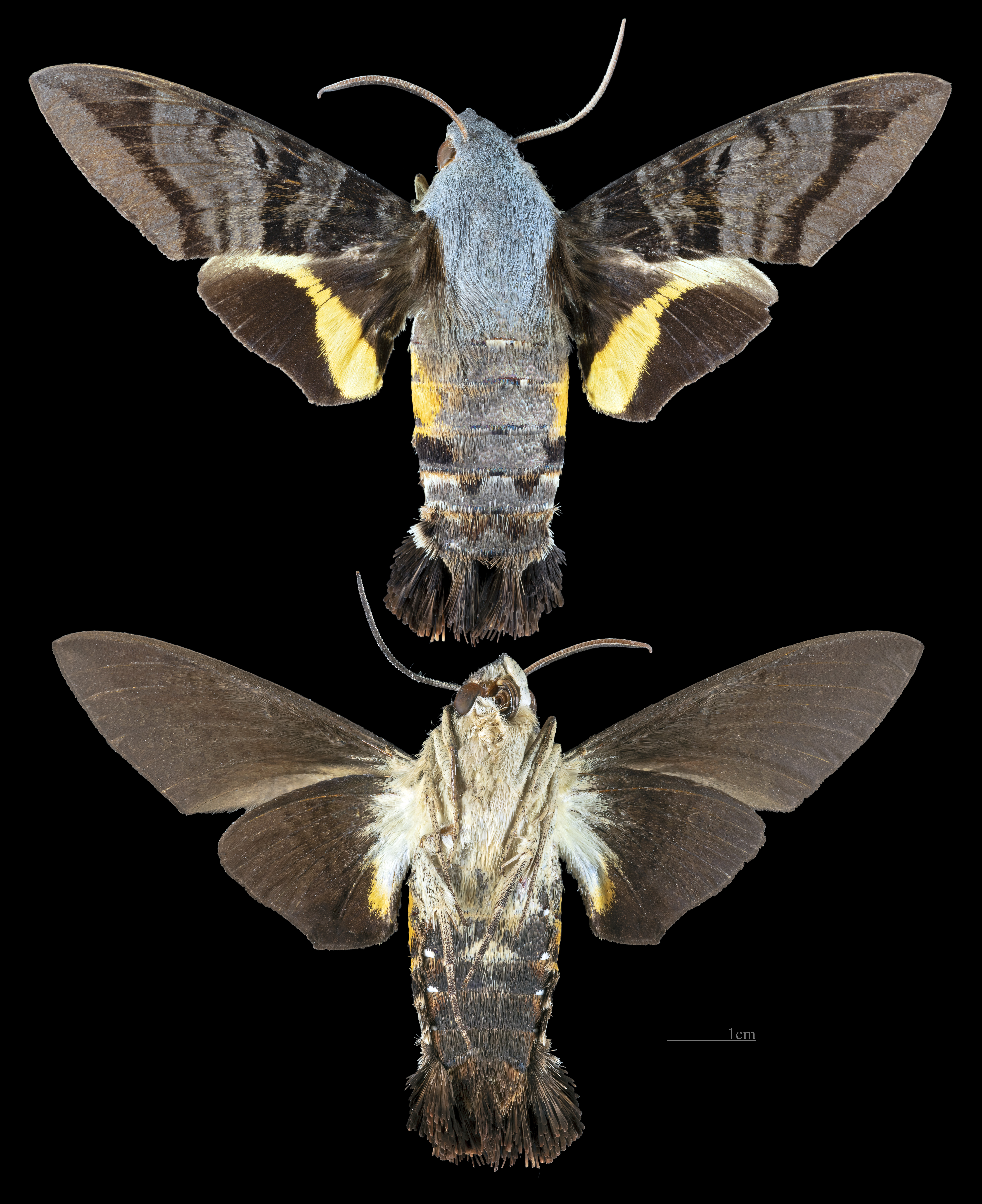
Aellopos ceculus
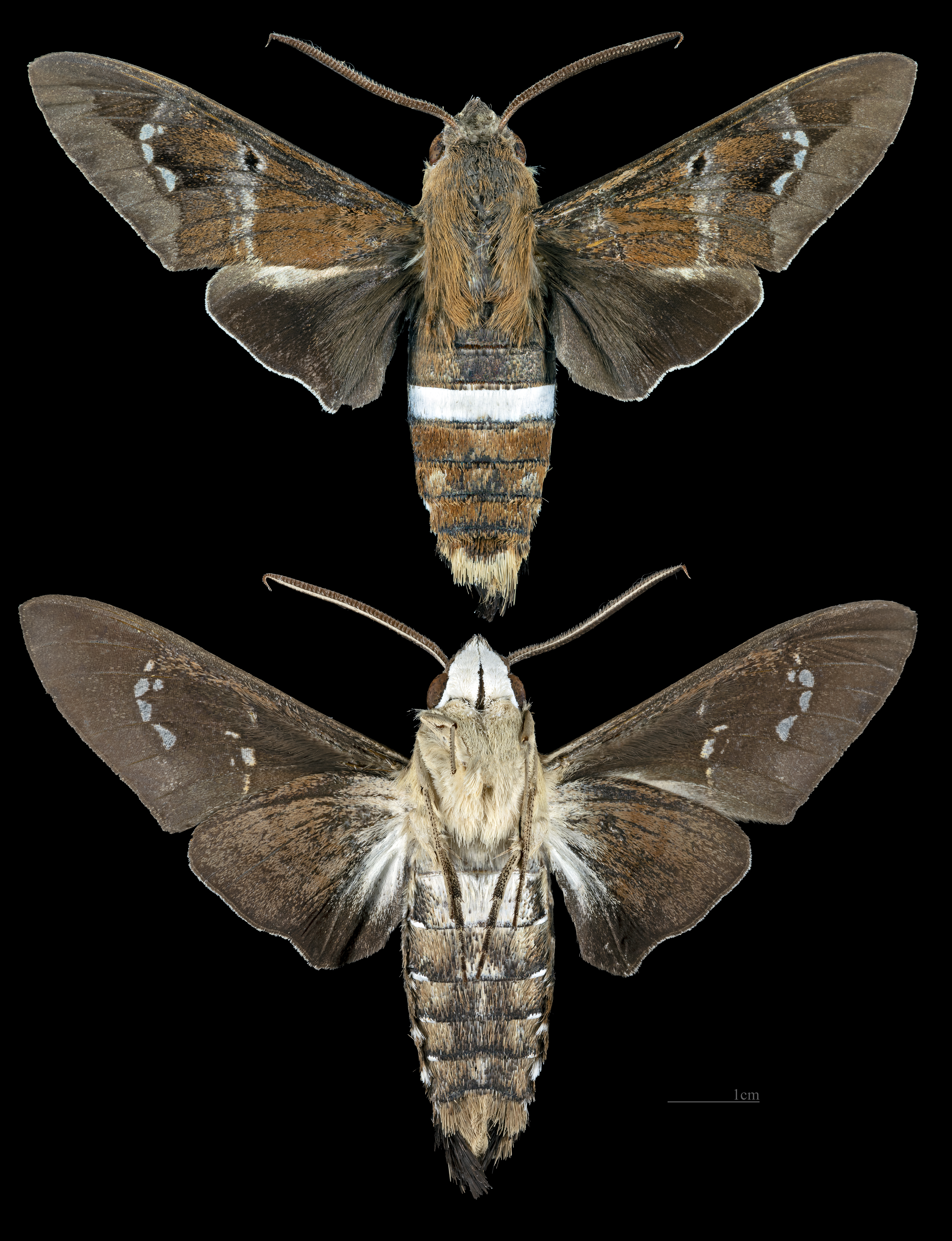
Aellopos clavipes
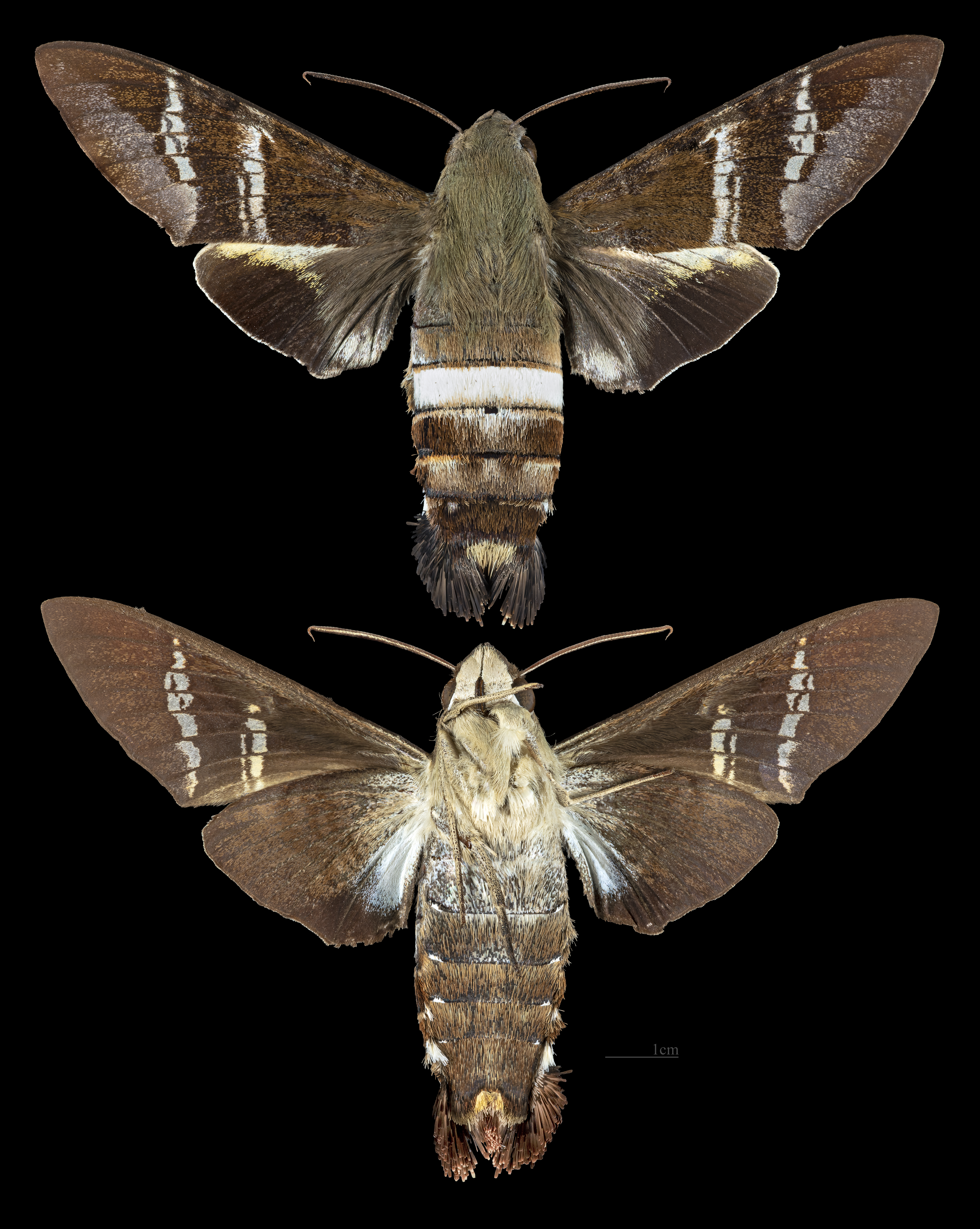
Aellopos fadus
Aellopos tantalus
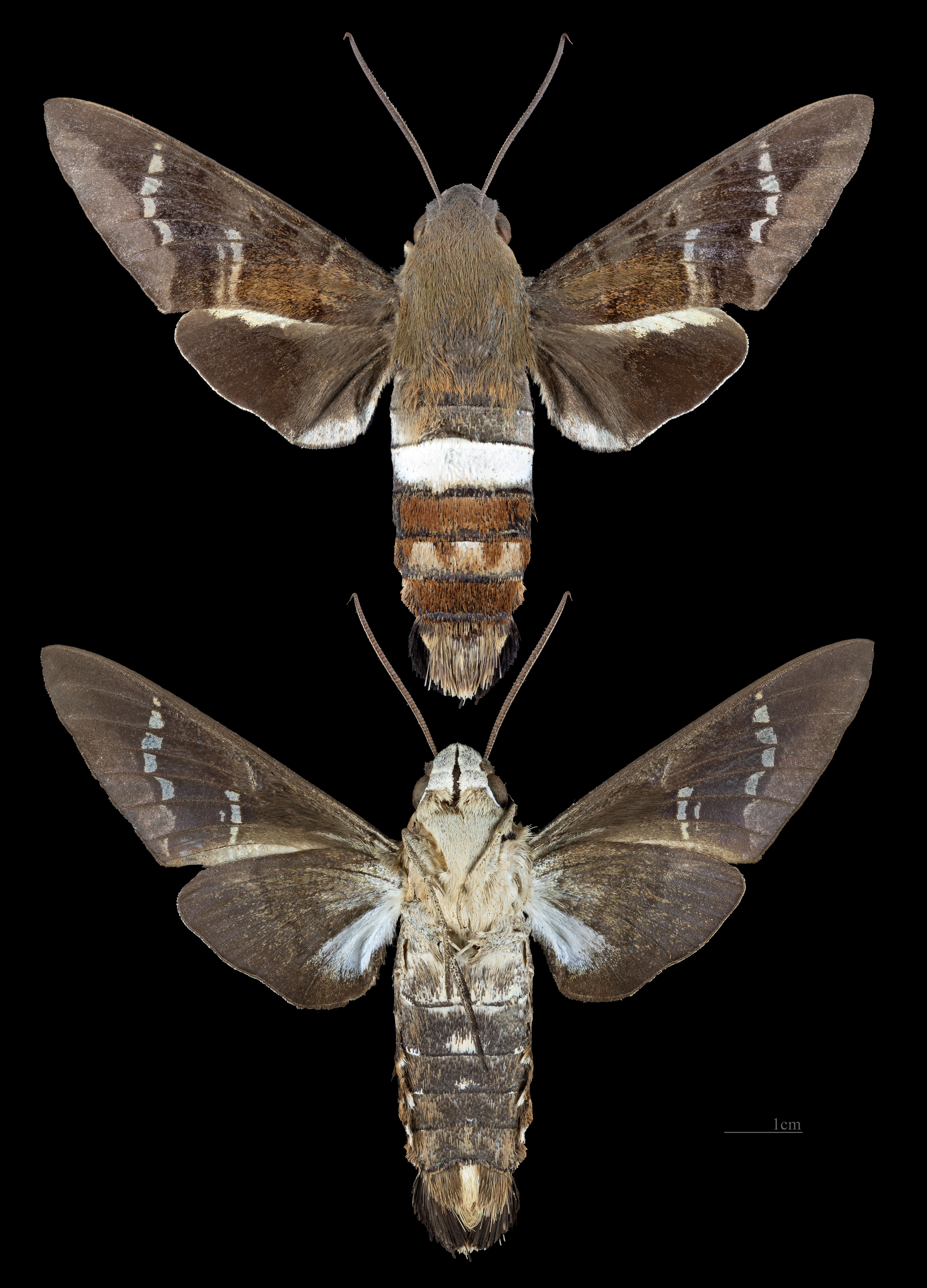
Aellopos titan

## Belege